# Abdullahi Yusuf Ahmed
Abdullahi Yusuf Ahmed (somálsky Cabdullaahi Yuusuf Axmed, arabsky عبد الله يوسف أحمد‎; 15. prosince 1934 Gaalkayo – 23. března 2012 Dubaj) byl somálský politik, v letech 2004–2008 prezident země a zakladatel Somálské demokratické fronty spásy. Odehrál klíčovou roli při vytvoření státu Puntland a stal se zároveň jeho prvním prezidentem. V roce 2004 pomohl založit Přechodnou federální vládu (TFG), kterou jako prezident vedl.

## Životopis
Narodil se ve městě Gaalkayo v regionu Mudug, které se nachází v centrální části Somálska. Vstoupil do somálské armády, studoval právo na somálské univerzitě a později odjel do bývalého Sovětského svazu a Itálie. Z důvodu odmítnutí zúčastnit se převratu vedeného Muhammadem Siadem Barrem byl v letech 1969 až 1975 vězněn. V letech 1977 až 1978 vedl jižní frontu v somálsko-etiopské válce. V roce 1978 byl jako člen darodského klanu jedním z lidí, kteří se snažili svrhnout Barreho vládu – pokus byl neúspěšný a Ahmed uprchl ze země do Keni, odkud vedl odbojové hnutí zaměřené na sesazení Barreho. Poté odjel do Etiopie, kde utvořil Somálskou demokratickou frontu spásy – jednu z prvních ozbrojených skupin, která vedla vojenskou kampaň proti diktátorskému režimu. V Etiopii byl v letech 1985 až 1991 vězněn podruhé, když se nedokázal dohodnout s Etiopany o jejich nárocích na oblasti v Somálsku.
Celý život se Ahmed potýká se zdravotními problémy – v roce 1996 podstoupil transplantaci jater, v prosinci 2007 byl nečekaně hospitalizován s dýchacími problémy v nemocnici v Nairobi, na začátku 2008 odjel na zdravotní vyšetření do Londýna.

### Prezident Puntlandu
V 90. letech se vrátil do Puntlandu, kde se stal předním vůdcem a usiloval o to, aby v zemi nevznikla anarchie, jako tomu bylo v Somálsku po pádu vlády Siada Barreho v roce 1991. Zároveň deklaroval územní nezávislost Puntlandu. V 1998 se Puntland stal autonomní části Somálska a Ahmed jejím prvním prezidentem do roku 2001, kdy ho nahradil Jama Alí Jama. Ahmed však odmítl uznat výsledky voleb, v květnu 2002 obsadil Garoowe, hlavní město Puntlandu, a byl znovu zvolen prezidentem – svou funkci spravoval až do roku 2004, kdy odstoupil, aby se stal prezidentem Somálska.

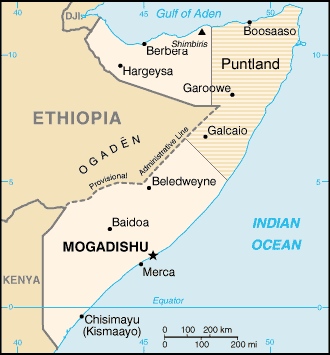
Somálsko/Puntland

### Prezident Somálska
10. října 2004 na zasedání somálského Přechodného federálního parlamentu byl zvolen novým somálským prezidentem. Porazil 24 kandidátů a s rozdílem 90 hlasů (189:79) vyhrál nad svým největším rivalem Abdullahem Ahmedem Addouem.
Přísahu složil čtyři dny poté v hlavním keňském městě, Nairobi. Ceremoniálu se účastnilo několik hlav afrických států, diplomatů, reprezentantů mezinárodních organizací, vůdců somálských politických stran (mezi jinými – nigerijský prezident Olusegun Obasanjo, rwandský prezident Paul Kagame, prezident Jemenu, viceprezident Súdánu, etiopský ministr zahraničí aj.).
Mělo se za to, že vítězství Ahmeda je prvním krokem ke stabilitě a dosažení míru v zemi, které byly narušeny frakční válkou od roku 1991, kdy byla svržená vláda Mohameda Siada Barreho. Přesto přechodná vláda neměla stabilní pozici – uvnitř vlády se vyskytovaly neshody a spory mezi hlavními představiteli státu, které vyústily v odvolání vlády v roce 2008.
V roce 2006 Ahmed požádal etiopské vojsko, aby mu pomohlo kontrolovat situaci v zemi a bojovat proti islámským radikálním skupinám, které kontrolují většinu území hlavního města. Přítomnost etiopských vojáků v zemi mělo za následek sjednocení různých islámských ozbrojených skupin, včetně al-Šabábu, které se je snažily vyhnat a umocnit svou pozici v Mogadišu. Vláda se také usilovně snažila získat uznání somálského lidu a bojovat proti povstáním islámských extrémistů a protivládním klanům.

### Pokus o vraždu
28. listopadu 2006 prezident pronášel řeč v parlamentu, ve městě Baidoa, kde sídlí přechodná vláda. Po skončení projevu, kdy byl již připraven k odjezdu, do konvoje narazil automobil atentátníků, který vybuchl a plameny zasáhly další automobily, včetně toho, ve kterém seděl Ahmed. Prezident byl nezraněn odveden do bezpečí. Při atentátu zemřelo 8 lidí, včetně jeho bratra Dirie Yusufa Ahmeda. Ahmed okamžitě obvinil z atentátu Al-Káidu, která mohla být podporována islámskými radikály působícími v somálském hlavním městě, Mogadišu, ale somálští úředníci připouštěli také možnost, že za atentát mohou být zodpovědné bojující proti sobě frakce uvnitř vlády.
Druhý pokus o atentát byl 1. června 2008 na letadlo, kterým Ahmed odlétal z letiště v Mogadišu. Z pokusu o zabití prezidenta byla obviněná islámská skupina al-Šabáb, která se snaží vyhnat etiopskou armádu a získat plnou kontrolu nad Mogadišem.

### Odvolání vlády
V prosinci 2008 Ahmed odvolal vládu a premiéra Nura Hassan Husseina. Jako důvod tohoto rozhodnutí uvedl neefektivnost, korupci, neschopnost přinést mír do válkou sužované země a ochránit zemi před sílicí islámskou opozicí. Dlouhou dobu se také vyskytovaly mezi prezidentem a premiérem neshody, kvůli nimž byla v posledních několika týdnech ochromena činnost vlády i parlamentu. Příčinou prý byly hlavně neshody v postupu vůči islámské opozici.
Proti odvolání se premiér ohradil tím, že podle prozatímní federální ústavy prezident nemá právo sám sesadit premiéra – k tomu potřebuje souhlas parlamentu. Parlament podpořil Husseina a postavil se proti jeho odvolání, přesto Ahmed jmenoval nového premiéra Mohamouda Mohameda Guleda. Avšak několik dní po svém jmenování se Guled sám této funkce vzdal.

### Rezignace
Po odstoupení Guleda Ahmed dne 9. prosince 2008 na zasedání parlamentu ve městě Badoia oznámil svou rezignaci a odchod z politiky. Ahmed ve svém funkčním období musel čelit mnoha překážkám: silným islámským vzpourám, malé podpoře v parlamentu, podle některých diplomatů z východních států již nebyl pro Somálsko řešením, ale problémem aj.
| „                                                | Když jsem se ujímal funkce, slíbil jsem tři věci. Pokud nebudu schopen plnit své povinnosti, rezignuji. Za druhé jsem řekl, že udělám vše, co bude v mých silách, aby vláda fungovala v celé zemi. To se také nepodařilo. Za třetí jsem vyzval vůdce, aby se mnou spolupracovali pro dobro lidí. To se nestalo. | “ |
| — Abdullahi Yusuf Ahmed, prohlášení po rezignaci | |   |

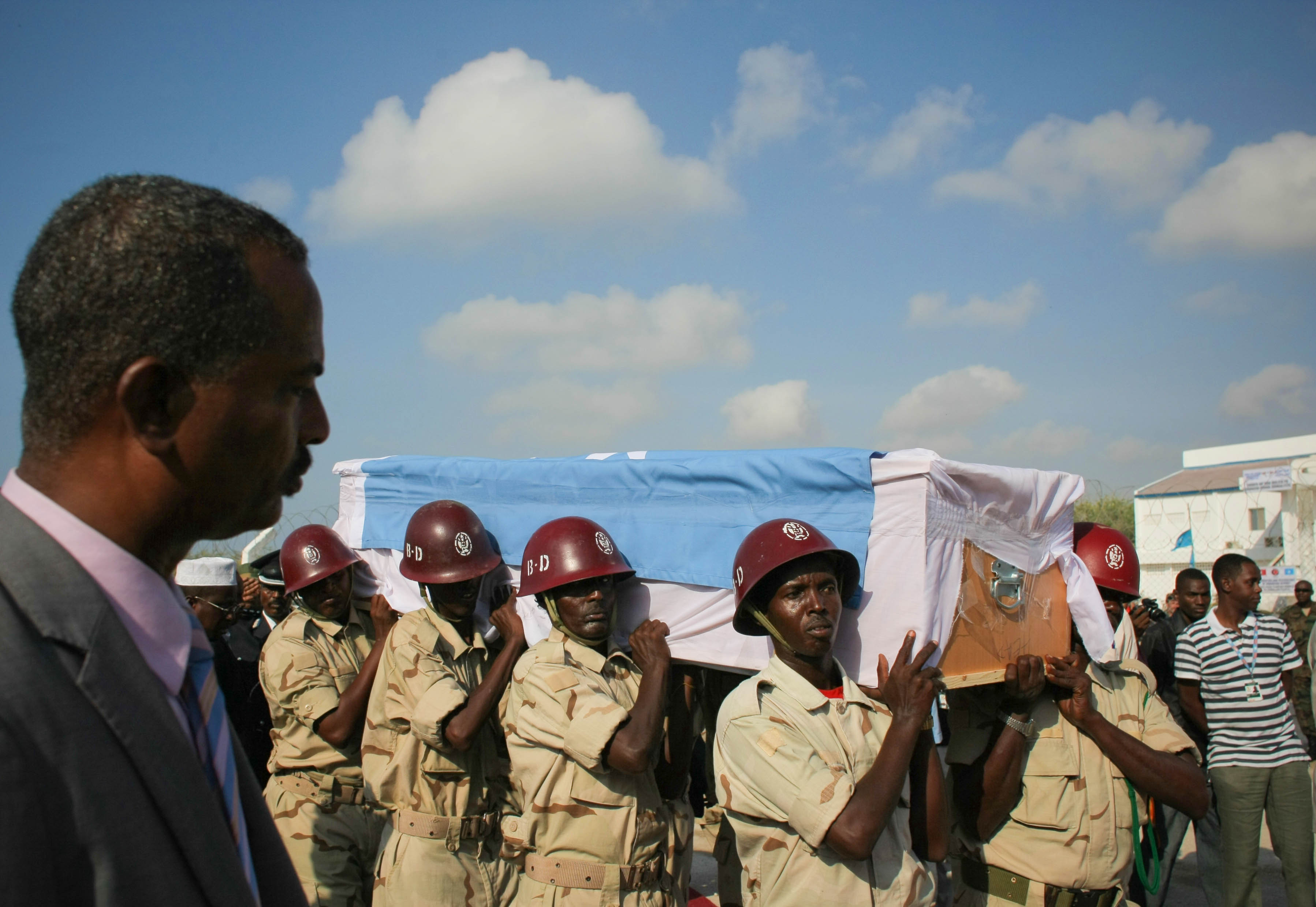
25. 3. 2012 ceremoniál převozu těla do Puntlandu (letiště Mogadišu)

Po rezignaci Ahmed opustil Badoiu a vrátil se do svého rodného Puntlandu. Poté se svou ženou a 17 dalšími členy rodiny odjel do jemenského hlavního města Saná. Po jeho smrti bylo tělo převezeno zpět do Puntlandu.